# BrainGate
BrainGate —  мозговой имплантат, спроектированный компанией Cyberkinetics. В настоящее время устройство находится в стадии разработки и клинических испытаний. Система BrainGate была разработана, чтобы помочь тем, кто утратил способность управлять конечностями или контролировать другие функции организма, например пациентам, страдающим от бокового амиотрофического склероза (БАС) или травм спинного мозга. На данный момент технология Braingate и соответствующие активы компании Cyberkinetic принадлежат частной компании Braingate. Датчик, который вживляется в мозг, контролирует активность головного мозга и преобразует намерения пациента в компьютерные команды.

## Технология

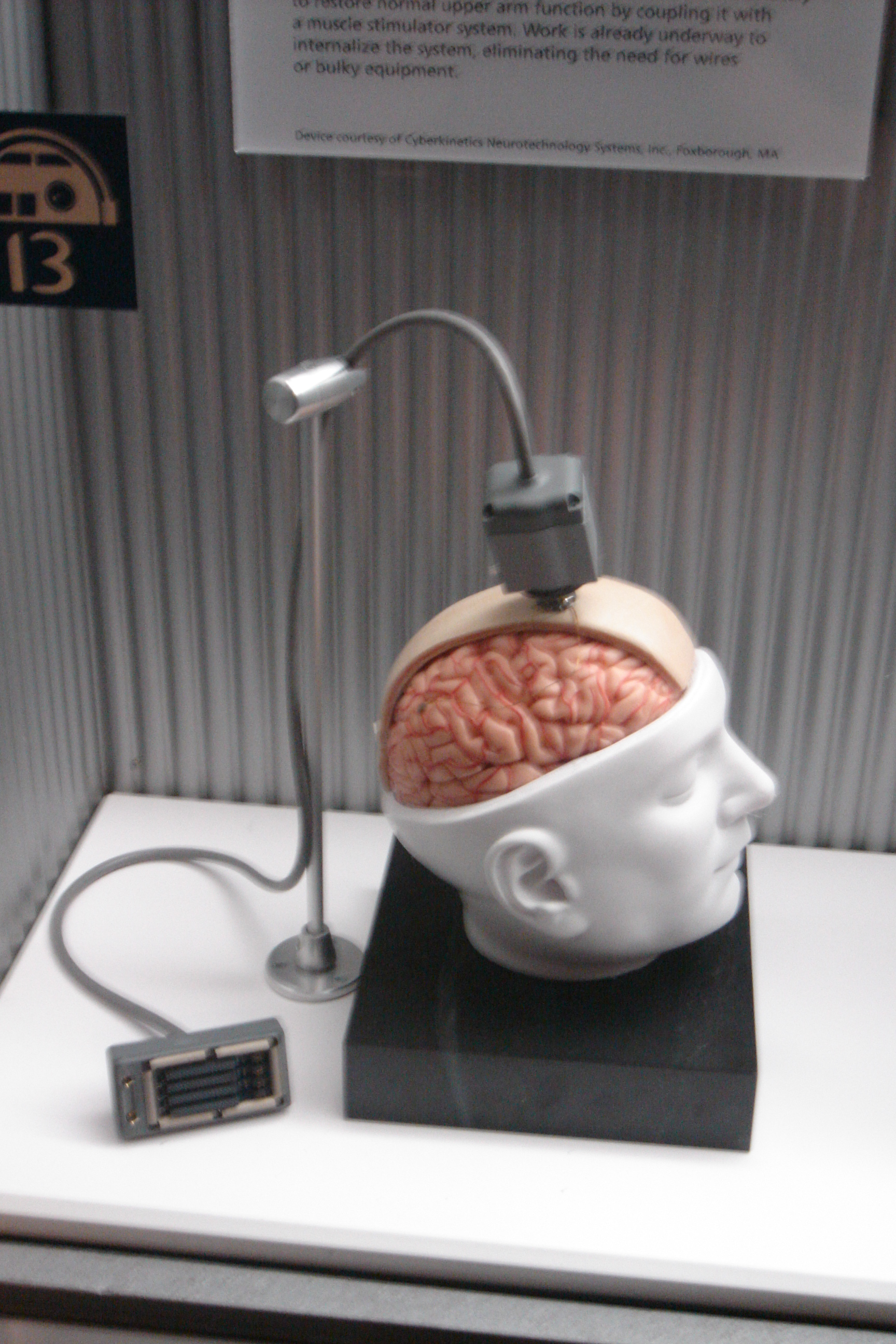
Макет интерфейса BrainGate

На современном этапе разработки, BrainGate представляет собой систему из датчиков, имплантированных в мозг, и внешнего декодирующего устройства, которое можно подключить к протезу или любому другому внешнему устройству. Датчик объединяет около сотни электродов толщиной с волос, которые отслеживают электромагнитные импульсы и распознают сигналы нейронов в отдельных областях мозга, например, в участке, который отвечает за движение рук. Датчик преобразует мозговую активность в электрические сигналы, которые передаются на внешнее устройство и декодируются специальным программным обеспечением. Декодер может использовать сигналы мозга для управления любым внешним устройством, например механическим протезом руки, курсором мыши, или даже инвалидной коляской. В сущности, BrainGate позволяет человеку управлять реальными объектами, используя лишь собственный разум.
Помимо отслеживания нейронной активности в режиме реального времени и распознавания сигналов для управления протезами, система BrainGate также способна сохранять полученные данные для последующего анализа. На практике эта функция может применяться неврологами для отслеживания точной картины припадков у пациентов, страдающих от эпилепсии.
Нейроинтерфейс BrainGate был спроектирован исследователями отделения неврологии в Университете Брауна совместно с биотехнологической компанией Cyberkinetics, Inc. Затем, Cyberkinetics передала разработку устройства компании Blackrock Microsystems: на данный момент именно там производятся датчики и оборудование для сбора данных.  Компания BrainGate выкупила интеллектуальную собственность и технологию BrainGate у Cyberkinetics и остается ее владельцем и на сегодняшний день.

## Научные исследования и результаты испытаний
Первое клиническое испытание BrainGate под руководством исследователей из Массачусетского многопрофильного госпиталя, университета Брауна и Министерства по делам ветеранов США, проводилось в период с 2004 по 2006 год, при участии четырех пациентов с параличом верхних и нижних конечностей. Результаты испытаний, опубликованные в 2006 году в журнале Nature, продемонстрировали, что парализованные пациенты могли управлять курсором на экране компьютера лишь с помощью мыслей: им удавалось открывать электронные письма, переключать каналы телевизора. У одного из участников, Мэтта Нэгла, был поврежден спинной мозг, а у другого был БАС в прогрессирующей стадии.
В июле 2009 года исследователи из Массачусетского многопрофильного госпиталя, университета Брауна и медицинского центра для ветеранов США в штате Провиденс начали второй этап клинических испытаний (названный "BrainGate2").  В ноябре 2011 года, к проекту присоединились исследователи из лаборатории нейронных интерфейсов при Стэнфордском университете, и на данный момент клинические испытания проходят и в Стэнфорде. Работа над проектом BrainGate2 продолжается и сегодня.
В мае 2012 года, исследователи, работающие над проектом BrainGate опубликовали отчет в журнале Nature: двое пациентов, несколько лет назад пережившие стволовой инсульт, смогли управлять механическими протезами рук, в том числе двигать кистью и брать в руки предметы.  Одна из участниц испытаний, Кэти Хатчинсон, смогла выпить кофе без посторонней помощи  впервые за 15 лет.  За ходом исследования наблюдали в специализированном центре The Boston Home в Дорчестере, в штате Массачусетс. Проектом занимались исследователи из университета Брауна, министерства по делам ветеранов США, Массачусетского многопрофильного госпиталя, Гарвардской медицинской школы и Немецкого аэрокосмического центра.

## Текущие клинические исследования
Клинические испытания "Нейроинтерфейс BrainGate2" начались в 2009 году. По состоянию на октябрь 2014 года Стэнфордский университет, Массачусетский многопрофильный госпиталь, Университет Кейс Вестерн Резерв в штате Огайо, и медицинский центр для ветеранов США в штате Провиденс вели активный набор участников для клинических испытаний системы BrainGate2.

## Внешние ссылки
- официальный сайт проекта BrainGate
- Лаборатория нейронных интерфейсов при Стэнфордском университете